# 莫德洛宫
莫德洛宫  建于1885年，位于克罗地亚里耶卡，在被毁坏和拆毁的Adamichev 剧院的原址。

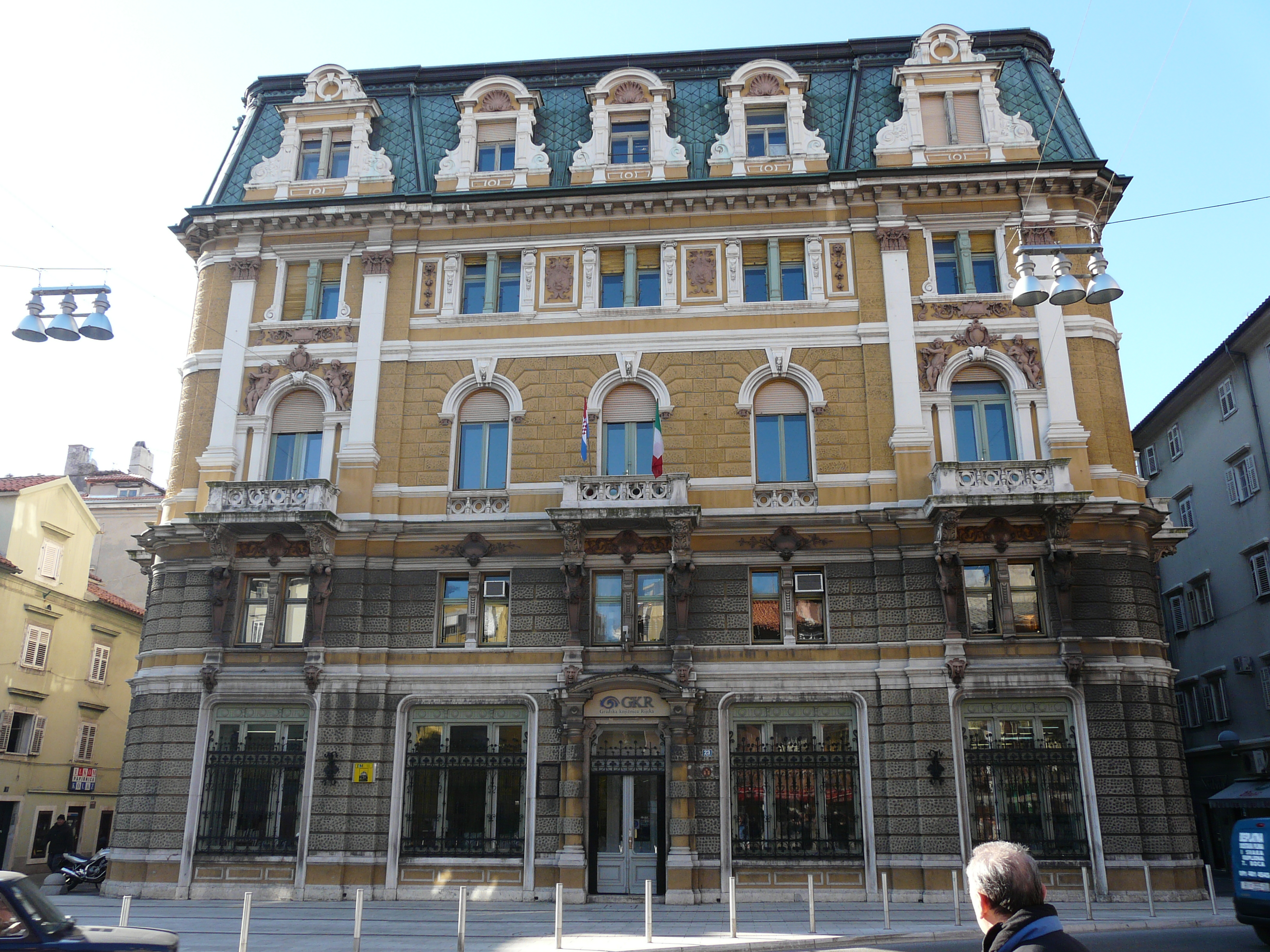

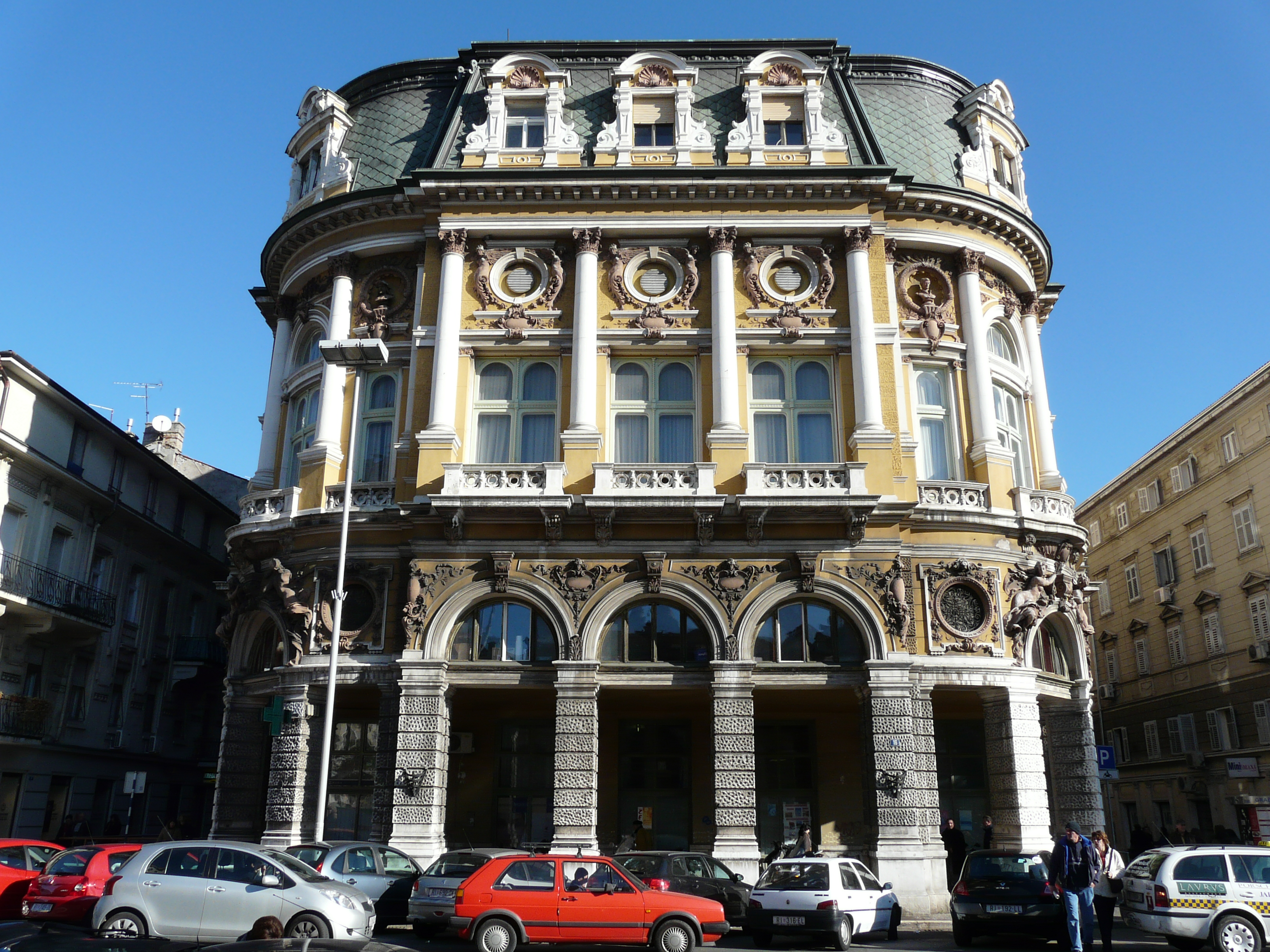
立面

这座宫殿是由费迪南德费尔纳和赫尔曼·赫尔默领导的维也纳布罗费尔纳＆赫尔默事务所设计，于1883年开工，1885年完成。

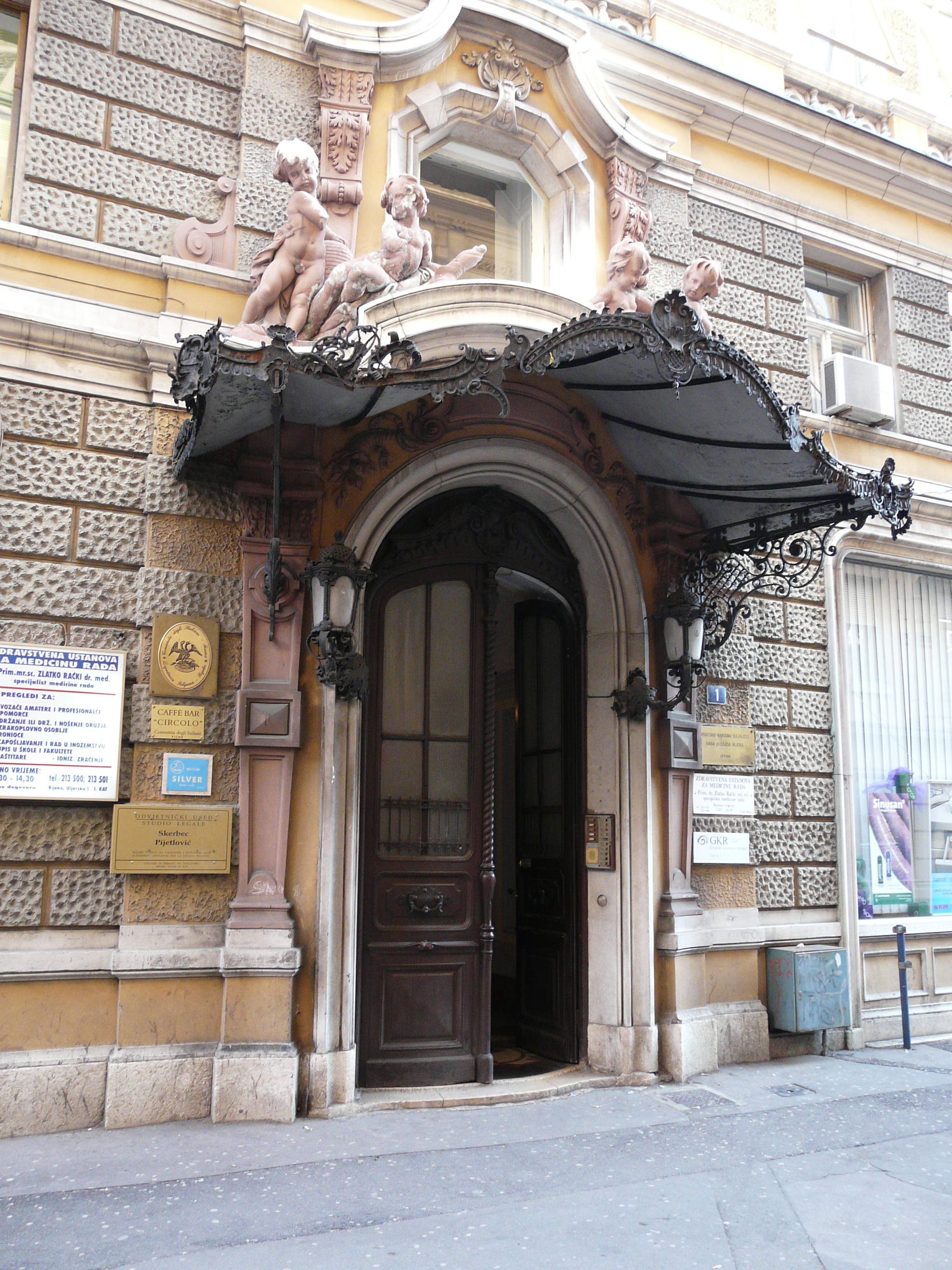

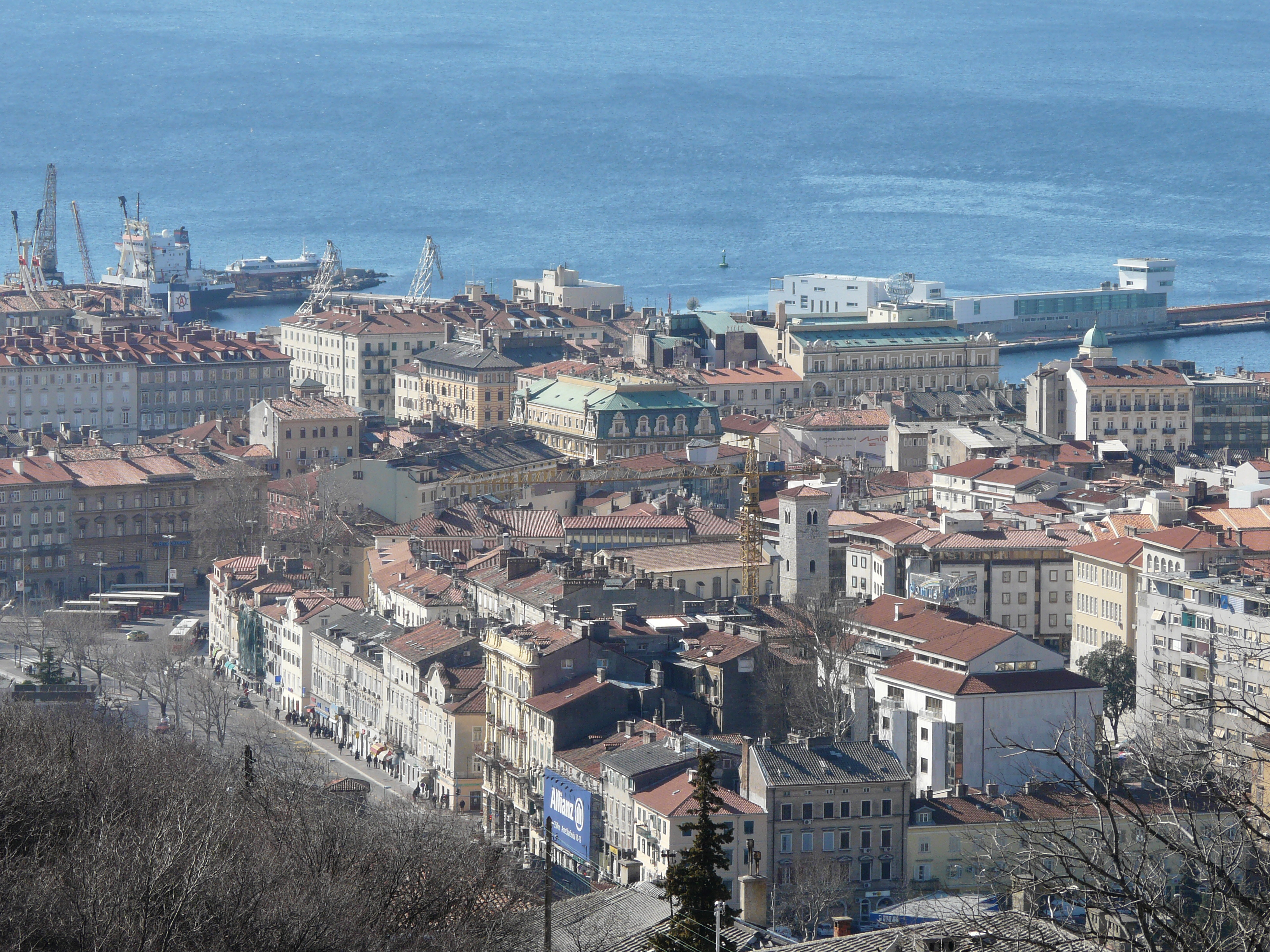

宫殿用途为里耶卡银行以及储蓄银行的现金柜。莫德洛宫拥有豪华的立面。它拥有丰富的后期文艺复兴和巴洛克风格的装饰元素。装饰出自雕塑家Ignazio Donegani之手项目。
莫德洛宫位于克罗地亚伊万·扎伊茨国家剧院的视线范围内。由布罗费尔纳＆赫尔默事务所建于1885年，以取代被毁的Adamichev剧院。
其富有魅力的节日大厅，现在是意大利文化俱乐部 (義大利語：Circolo italiano di cultura)的观众厅，饰有华丽的灰泥。
里耶卡市公共图书馆目前设于底楼。